# Vibilia pyripes
Vibilia pyripes är en kräftdjursart som beskrevs av Carl Erik Alexander Bovallius 1887. Vibilia pyripes ingår i släktet Vibilia och familjen Vibiliidae. Inga underarter finns listade i Catalogue of Life.